# کارگرگرایی
کارگرگرایی یا ورکریسم، نظریه‌ای سیاسی است که بر اهمیت طبقه کارگر تأکید می‌کند و آن را تجلیل می‌کند و مهم می‌شمارد. ورکریسم یا عملگرایی در سیاست‌های چپ کشور ایتالیا از اهمیت ویژه‌ای برخوردار بود.

## عملگرایی به عنوان یک عمل انقلابی
کارگرگرایی (یا عملگرایی) یک تحلیل سیاسی است که عناصر اصلی آن ادغام در خودمختاری است و از قدرت طبقه کارگر شروع می‌شود. مایکل هاردت و آنتونیو نگری، معروف به نویسندگان اپراستیست و خودمختار، تعریفی از عمل گرایی ارائه می‌دهند، نقل قول از مارکس:
عملگرایی بر اساس ادعای مارکس مبنی بر واکنش سرمایه به مبارزات طبقه کارگر بنا می‌شود. طبقه کارگر فعال است و به سرمایه واکنش می‌دهد.
توسعه فناوری: هر جا اعتصاب شود، ماشین آلات نیز دنبال خواهند کرد. «نوشتن یک تاریخچه کامل از اختراعاتی که از سال ۱۸۳۰ انجام شده‌است و تنها هدف آن تأمین سرمایه با سلاح علیه شورش طبقه کارگر است.» (سرمایه، جلد ۱، فصل ۱۵، بخش ۵)
توسعه سیاسی: قانون کارخانه در انگلیس پاسخی به مبارزات طبقه کارگر در طول روز کار بود. «تدوین، رسمیت رسمی و اعلامیه آنها توسط دولت نتیجه یک مبارزه طبقاتی طولانی بود.» (پایتخت، جلد ۱، فصل ۱۰، بخش ۶)
عملگرایی این را به عنوان اصل اساسی آن: مبارزات طبقه کارگر پرسید و نشان دادن پی در پی دوباره سرمایه است.
کارگران برای پی بردن به سیاست زندگی خود بر اساس تحقیق دربارهٔ زندگی و مبارزه طبقه کارگر، مارکس را دنبال کردند. آنها از طریق ترجمه‌هایی که توسط دانیلو مونتالدی و دیگران در دسترس قرار گرفت، از تحقیقات قبلی فعالان در ایالات متحده توسط Johnson-Forest Tendency و در فرانسه توسط گروه سوسیالیسم یا بربریت استفاده کردند. گرایش جانسون-فارست زندگی و مبارزات طبقه کارگر را در صنعت اتومبیل دیترویت مورد مطالعه قرار داده بود و جزوه‌هایی مانند «کارگر آمریکایی» (۱۹۴۷)، «مشت زدن» (۱۹۵۲) و «اعتصابات اتحادیه و اعتصابات گربه وحشی» (۱۹۵۵) را منتشر کرد. این اثر توسط سوسیالیسم یا بربریت به فرانسه ترجمه و به صورت سریالی در مجله آنها منتشر شد. آنها همچنین شروع به تحقیق و نوشتن در مورد آنچه در داخل محل کار می‌گذرد، در مورد آنها در داخل کارخانه‌های اتومبیل سازی و دفاتر بیمه.
روزنامه Quaderni Rossi (دفترچه‌های قرمز، ۱۹۶۱–۵)، به همراه جانشین آن Classe Operaia (طبقه کارگر، ۱۹۶۳–۶)، هر دو توسط نگری و ترونتی تأسیس شدند، نظریه کارگرایی را با تمرکز بر مبارزات پرولتاریا توسعه دادند.
پراکسیس با سازماندهی محل کار، به ویژه توسط لوتا کونتینوا، با این پیشرفت نظری همراه بود. این اتفاق در پاییز داغ ایتالیایی ۱۹۶۹ به اوج خود رسید.
با این حال، در اواسط دهه ۱۹۷۰، تأکید از کارخانه به کارخانه اجتماعی تغییر یافت. جنبش اپراستیک به‌طور فزاینده ای به عنوان خودمختار شناخته می‌شد.

## به عنوان یک پدیده فرهنگی منفی
به‌طور گسترده‌تر، ورکریسم می‌تواند به معنای ایده‌آل سازی کارگران، به ویژه کارگران دستی، فرهنگ طبقه کارگر (یا تصوری ایده‌آل از آن) و به‌طور کلی کار بدنی باشد. رئالیسم سوسیالیستی نمونه‌ای از شکل بیان است که محتمل است تا از این نظر به کارگری متهم شود، اما این امر در مورد فاشیسم نیز صدق می‌کند، مانند جنبش فالانژیست فرانکو، که غالباً از تبلیغاتی استفاده می‌کرد که کارگران را در شرایط عادلانه زندگی و کار می‌کردند.
اتهام کارگری اغلب به سندیکالیست‌ها وارد می‌شود.
این اصطلاح متداول‌ترین کاربرد زبان انگلیسی در طول قرن بیستم بود.

## برای مطالعهٔ بیشتر
- استیو رایت بهشت طوفان: ترکیب طبقاتی و مبارزه در مارکسیسم خودمختار ایتالیا (انتشارات دانشگاه میشیگان)شابک ‎۹۷۸-۰-۷۴۵۳-۱۶۰۷-۹) (متن: کارگران و اتحادیه‌ها در «پاییز داغ» ایتالیا در Libcom.org)
- میشل فیلیپینی، جهش به جلو. ماریو ترونتی و تاریخچه کارگرایی سیاسی (آکادمی Jan Van Eyckشابک ‎۹۰-۷۲۰۷۶-۶۸-۰)

### کارگری به عنوان جنبش انقلابی
- سرجیو بولونیا ، کارگرایی فراتر از فوردیسم: درباره تبار کارگرایی ایتالیایی در مجله Viewpoint
- انتقادی از خودمختاری ، که ناشی از عمل گرایی است ، منتشر شده توسط یک گروه تروتسکیست
- مصاحبه‌های اعضای جنبش اپرایسمو بایگانی‌شده  در ۸ دسامبر ۲۰۰۶ توسط Wayback Machine

### کارگری به مثابه انفعالی
- "Workerism". Antagonism. Archived from the original on 2006-02-14. نقدی بر «کارگری» با تعریف مارکسیستی از پرولتاریا.
- انتقادی از کارگری از یک بولتن داخلی ANC (آفریقای جنوبی) در سال ۱۹۸۶. این سه نوع کارگرایی را از هم متمایز می‌کند.